# Kocsis Enikő
Kocsis Enikő, (Győr, 1976. —) táncművész, koreográfus, táncpedagógus, a Fitos Dezső Társulat művészeti vezetője, igazgatója
1976-ban született Győrben, ahol három éves korától már néptáncot tanult. 1997 és 2010 között a Budapest Táncegyüttes (jelenleg a Nemzeti Táncegyüttes) szólótáncosa, 2010-től szabadúszóként több táncegyüttessel dolgozott, többek között a pozsonyi Ifjú Szívek Magyar Táncegyüttes táncmestere, illetve a Magyar Állami Népi Együttes és a Duna Művészegyüttes számára készített koreográfiákat. 2007 óta a Fitos Dezső Társulat alapító táncosa, koreográfusa, férjével, Fitos Dezsővel. A társulat 2022-ben vált hivatásossá, melynek művészeti vezetője és igazgatója.
1993 óta készít önálló koreográfiákat, rendszeresen dolgozik alkalmazott mozgástervezőként is színházi- és bábszínházi előadásokban. Több előadás jelmeztervezője és viseletszakértője.
A Fitos Dezső Társulat táncművészei többnyire a Fitos Dezső és Kocsis Enikő nevével fémjelzett utánpótlás-együttesekből került ki. Az alkotópáros a korábbi évtizedekben már több táncművész-táncpedagógus generációt kinevelt, amelyek tagjai mára a magyar néptáncélet meghatározó egyéniségei és a hivatásos együttesek szólótáncosai, neves hazai és határon túli amatőr együttesek vezetői. 1994 óta a győri Lippentő Táncegyüttes, 1997–től a Szentendre Táncegyüttes, 2022-től a budapesti Fonó Táncegyüttes, 2023-tól a Zugliget Táncegyüttes táncpedagógusai, művészeti vezetői, koreográfusai, ahol összesen 500 főt számláló gyermek- és ifjúsági korosztállyal, felmenő rendszerben foglalkoznak.
2008 óta az Örökség Nemzeti Gyermek és Ifjúsági Népművészeti Egyesület tehetséggondozó táborának szakmai vezetője és oktatója. Rendszeres, visszatérő tanára az észak-amerikai diaszpóra tánc-workshopjainak, tánctáborainak és koreográfusa az ott működő együttesek előadásainak. Erdélyben, Felvidéken, Délvidéken szoros kapcsolatot ápol a magyarlakta közösségekben működő táncegyüttesekkel. 2017-től három éven keresztül a Fölszállott a Páva tehetségkutató műsor zsűritagja. 2020-tól a Martin György Néptáncszövetség elnökségi tagja. Több továbbképzés, országos felkészítő program előadója, gyermek-ifjúsági- felnőtt fesztiválok zsűrije. 
Jelentősebb szakmai és állami díjai: Harangozó Gyula-díj (2008), Örökös Aranygyöngyös Szólista-díj (2010), EuroPAS Magyar Táncdíj (2010)

„Olyan női példák állnak előttem − a hagyományőrzésben, a táncművészetben, a családomban −, akik meghatározói saját szakmaiságomnak. Talán ez az oka annak, hogy darabjaimban hiteles női energiák, női minőség −megjelenítésére törekszem. A női szerepek, a nőket foglalkoztató problémák, az érzelmi sokszínűség, a férfi-női kapcsolatok, a nők társadalmi szerepe régen és ma, a népi szimbolika erősen áthatják alkotásaimat. Fontos számomra a táncos, hiszen saját személyiségével ő tölti meg a teret, amiben koreografálok. Minden egyes engem körülvevő jelenség inspirál és megmozgatja a fantáziámat, az alkotás felé visz.”